# Metacerylon neotropicalis
Metacerylon neotropicalis là một loài bọ cánh cứng trong họ Cerylonidae. Loài này được Slipinski miêu tả khoa học năm 1980.